# Pyrausta volupialis
Pyrausta volupialis is een vlinder van de familie van de grasmotten (Crambidae). De wetenschappelijke naam van deze soort is voor het eerst voorgesteld als Botis volupialis door Augustus Radcliffe Grote in een publicatie uit 1877.

## Verspreiding
De soort komt voor in het centrale en westelijke deel van de Verenigde Staten..

## Waardplanten
De rups leeft op Rosmarinus officinalis (Lamiaceae).